# Rino De Maria
Rino De Maria (* 29. Juli 1982) ist ein italienischer Cantautore.
De Maria kam im Alter von 18 Jahren nach Neapel. Mit Produzent Luca Rustici und Co-Autor Fabrizio Giannini komponierte er unter anderem den Song Rilassati un pò, der ihn 2008 in Italien bekannt machte. Ein Album bei Warner Brothers, nach seiner zweiten Single Sangue e cuore benannt, folgte im Januar 2010.

## Diskographie

### Alben
- Sangue e cuore (2010, Warner Music)

### Singles
- Rilassati un pò (2008, Warner Music)
- Sangue e cuore (2008, Warner Music)